# Zimna Woda (dopływ Sokołówki)
Zimna Woda – struga, lewostronny dopływ Sokołówki o długości 5,07 km. 
Rozpoczyna swój bieg jako spływ cieków deszczowych z osiedla mieszkaniowego na Teofilowie i kieruje się początkowo na zachód, a w rejonie ulicy Bylinowej skręca na północ. W tym miejscu przyjmuje dwa dopływy – cieki bez nazwy. Lewy dopływ to ciek z Grabieńca. Drugi dopływ z prawej strony wpływa do Zimnej Wody na wschód od ulicy Spadkowej.
Uregulowana na całej długości (rów trapezowy po śladzie naturalnego koryta) – dla potrzeb odprowadzania wód opadowych.